# Orelsan
Aurélien Cotentin (Alençon, 1 augustus 1982), beter bekend als Orelsan, is een Franse rapper, acteur en muziekproducent. Hij staat ook bekend als lid van het rapduo Casseurs Flowters.
Orelsan profileert zich als de doorsnee-Franse millennial en zijn rapteksten kenmerken zich door het gebruik van ironie, hyperbolen en punchlines. Hij werd vijf keer onderscheiden met platina en is meervoudig winnaar van de Victoires de la musique, het Franse equivalent van de Grammy Award.

## Discografie

### Albums
| Album met hitnotering(en) in de Vlaamse Ultratop 200 albums | Datum van verschijnen | Datum van binnenkomst | Hoogste positie | Aantal weken | Opmerkingen |
| ----------------------------------------------------------- | --------------------- | --------------------- | --------------- | ------------ | ----------- |
| Perdu d'avance                                              | 21-02-2009            |                       | -               | -            | 1× platina  |
| Le chant des sirènes                                        | 01-10-2011            |                       | -               | -            | 2× platina  |
| La fête est finie                                           | 23-09-2017            | 28-10-2017            | 36              | 5            | 3× platina  |
| Civilisation                                                | 19-11-2021            |                       | 11              | -            |             |